# パチプロ7
『パチプロ7』（パチプロセブン）は、辰巳出版グループの綜合図書が発行していた日本の漫画雑誌。1993年創刊。毎月9日発売。発行部数は公称40万部。
巻頭・巻末には新機種情報や攻略コラムなども掲載される。同じグループに属する『パチンコ必勝本CLIMAX』との関係が強く、同誌のライターが登場する漫画が多く掲載されていた。
2017年6月号をもって休刊。表紙には「24年間のありがとう」と記され、全漫画家によるサイン色紙プレゼントが実施された。

## 連載作品
- P系乙女☆ヒラヤマン（監修：ヒラヤマン、作画：増田佳良）
- ハイエナ（谷村ひとし）
- パチンコ一直線（監修：小太郎、作画：鈴木みつはる）
- きまぐれハピネス（カワサキカオリ）
- せめて1箱だけでも（塚本ケースケ）
- のぞまこ。（伊藤ひずみ）
- もっとはっさくが行く（萩原はっさく）
- 教えてしおねえ！（監修：しおねえ、作画：なばほ）※隔月連載
- 川合くんと宇佐美くん（市川ヒロシ）
- 奇跡の勝ちは（吉田小梅）
- 進め!プレミア倶楽部（三上慎吾）
- 鉄板!!ジャラコ（監修：ジャラコ、作画：高島龍一）
- 右寄り!ぎんだま劇場（サクライマイコ）

## 過去の連載作品
- ギネスパチンカー なんでやねん（原作：来賀友志、監修：日暮元也、作画：一の瀬正）
- いきあたりガッポリ（カワサキカオリ）
- なんでやねん2（原作：ポパイ高橋、作画：一の瀬正）
- 突撃パッチンママ（ハイブリッジみちゃこ）
- 連ちゃんパパ（ありま猛）
- 勝ち盛り定食（ありま猛）

## 関連誌
- 『パチンコ必勝本CLIMAX』 - 辰巳出版グループの綜合図書が発行するパチンコ攻略誌。毎月30日発売。
- 『パチンコオリジナル必勝法スペシャル』 - パチンコ攻略誌。毎月7日発売。
- 『パチンコオリジナル必勝法デラックス』 - パチンコ攻略誌。毎月20日発売。
- 『パチンコ極』 - 辰巳出版グループのスコラマガジンが発行するパチンコ攻略誌。不定期発売。